# Hans Rosendal
Hans Rosendal (4. september 1839 i Kollemorten ved Vejle — 16. januar 1921 i Kongens Lyngby) var en dansk højskoleforstander.
Rosendal var af bonde- og præsteslægt; han udgik fra et åndeligt bevæget gårdmandshjem. 1858 tog han skolelærereksamen fra Jelling Seminarium, hvis forstander H.J.M. Svendsen fik ham ind i den ved Grundtvig skabte kirkelige og folkelige verden. 1859—60 var Rosendal lærer på Grundtvigs Højskole på Marielyst og kom derved i personlig forbindelse med Grundtvig selv. Som lærer ved Borgerskolen i Vejle 1860—67 blev han Orla Lehmanns omgangsfælle og fik ved hyppige samtaler forståelse for den nyeste historie, især således som den blev præget af de Nationalliberale. 1867 oprettede han folkehøjskolen i Vinding ved Vejle og var dens forstander, indtil han 1892 overtog ledelsen af Grundtvigs Højskole, der nu var flyttet til Lyngby; denne skole ledede han til 1919, da hans søn Hans August Rosendal overtog den; men som lærer ved den virkede han til sin død. Ved siden af sin højskolevirksomhed var han 1903—12 censor i historie ved skolelærereksamen og var medlem af styrelsen for kirkelige og pædagogiske foreninger. Han udgav forskellige historiske skrifter, især til folkehøjskolens historie. Rosendal havde en omfattende og grundig viden, der hvilede på stor flid og en enestående hukommelse. Som historiefortæller var han en af den danske højskoles ypperste, idet han lod de historiske kendsgerninger tale og skyede den subjektive tillavning.
Hans Rosendals første kone døde kun 33 år gammel i 1873. Sønnen Hans August er født 1876 i ægteskabet med faderens anden og sidste kone, Anna Katrine.
Som interesseret og kyndig i Sønderjyllands historie udarbejdede H. Rosendal et kort over hertugdømmet Slesvig med dansksprogede stednavne. Det udkom i Træk af Danskhedens Historie i Sønderjylland, II. Ved Udvalget for Folkeoplysnings Fremme i 1918.